# Eugenia macrobracteolata
Eugenia macrobracteolata là một loài thực vật có hoa trong Họ Đào kim nương. Loài này được Mattos mô tả khoa học đầu tiên năm 1975.